# Ina Kaldani
Ina Kaldani (en géorgien : ინა ქალდანი), née le 7 août 1997, est une judokate handisport géorgienne, concourant dans la catégorie des -70 kg. Elle est vice-championne paralympique de la catégorie en 2021 et médaillée de bronze paralympique en 2024.

## Carrière
Après avoir battue la Mexicaine Lenia Ruvalcaba lors du second tour puis la Japonaise Kazusa Ogawa en demi-finale, elle est battue par la Brésilienne Alana Maldonado en finale et termine sur la 2e marche du podium des moins de 70 kg aux Jeux paralympiques d'été de 2020 à Tokyo. Elle devient la première athlète féminine géorgienne à remporter une médaille en judo aux Jeux olympiques ou paralympiques.
Elle est médaillée de bronze dans la même catégorie aux Jeux paralympiques d'été de 2024 à Paris.